# اندیس باغ جمال
باغ جمال یک اندیس فلزی است که در حوالی شهر شازند استان لرستان قرار دارد و مادهٔ معدنی موجود در آن، مس است.  